# Lilly Lippeatt
Lillian „Lilly“ Lippeatt (* 28. August 2004 in Cincinnati, Ohio) ist eine US-amerikanische Kunstturnerin. Sie wurde 2019 in die Nationalmannschaft der Vereinigten Staaten aufgenommen und gab ihr internationales Debüt bei den Gymnix International 2019.

## Karriere

### Junior
Lippeatt begann 2007 mit dem Turnen. Ihr erster nationaler Wettkampf waren die HOPES-Meisterschaften 2015 in Chicago, wo sie den ersten Platz am Stufenbarren und den fünften Platz im Mehrkampf belegte.
Im März 2017 nahm Lippeatt am Nastia Liukin Cup teil und belegte den ersten Platz am Boden und am Balken sowie den siebten Platz im Mehrkampf. Im selben Monat qualifizierte sich Lilly als Junior International Elite beim KPAC Elite Qualifier. Im Juli 2017 nahm sie an den US Classic teil und belegte den siebten Platz am Boden und den zehnten Platz im Mehrkampf. Sie nahm auch an den P&G Championships 2017 teil. Dort belegte Lippeatt Platz 15 im Mehrkampf, Platz 25 am Sprung, Platz 24 am Stufenbarren, Platz 14 am Schwebebalken und Platz zehn am Boden.
Im August 2018 nahm Lippeatt an den US-Turnmeisterschaften in Boston teil und belegte im Mehrkampf Platz 21.

### Senior
Lippeatt ist seit dem 3. März 2020 Mitglied der A-Nationalmannschaft. Ihr Debüt in der A-Nationalmannschaft gab sie am 6. und 8. März bei Gymnix International. Mit ihren Mannschaftskameradinnen MyKayla Skinner, Faith Torrez und Emily Lee gewann sie Mannschaftsgold und wurde am Schwebebalken Achte.
Am 28. Februar nahm Lippeatt am 2021 Winter Cup Senior Division teil. Sie belegte zusammen mit Shilese Jones den dritten Platz am Boden und wurde Vierte im Mehrkampf. Dies brachte ihr zum zweiten Mal einen Platz in der Senioren-Nationalmannschaft ein.